# 108DREAMS
『108DREAMS』（ワンオーエイトドリームス）は、キャプテンストライダムのメジャー1stアルバムおよび通算2枚目のアルバム。2006年2月15日にソニー・ミュージックアソシエイテッドレコーズより発売された。
本項では、ミュージック・ビデオ集『108 FILMS』とバンドスコア『108DREAMS+1』についても解説する。

## 解説
前作『ブッコロリー』より約3年ぶりのリリース。3月8日にはLP盤が完全限定生産で発売された。ジャケットはgroovisionsによるもの。
アルバムタイトルは、収録曲「フランクフルト」の「百と八つの夢のリミックス」というフレーズにちなんだもの。タイトルについて意見を聞かれたアナログフィッシュの下岡晃は「1stは『ブッコロリー』だから、2ndは『ブロッコリー』でいいんじゃない？」と答えたとのこと。このほかタイトルの候補には「国宝」もある。
初回生産盤は特別ジャケット、特別レーベルおよびシングル『悲しみのシミかな』との連動購入者特典応募用紙が封入。予約特典は蜂携帯クリーナーで、タワーレコード先着特典は携帯ストラップ。収録は伊豆で合宿形式で行われた。
2006年春にはアルバムツアー「DREAM HUNTING TOUR」を開催。

## 収録内容
| 全作曲: 永友聖也。 |                                                |                     |            |                                 |      |
| #                  | タイトル                                       | 作詞                | 作曲・編曲 | 編曲                            | 時間 |
| 1.                 | 「サイボーグ」                                 | 永友聖也 久保田洋司 | 永友聖也   | キャプテンストライダム 大平太一 | 4:13 |
| 2.                 | 「キミトベ」                                   | 永友聖也 久保田洋司 | 永友聖也   | キャプテンストライダム 大平太一 | 4:16 |
| 3.                 | 「フランクフルト」                             | 永友聖也            | 永友聖也   | キャプテンストライダム          | 3:36 |
| 4.                 | 「バースデー」                                 | 久保田洋司          | 永友聖也   | キャプテンストライダム 大平太一 | 3:52 |
| 5.                 | 「十五夜」                                     | 久保田洋司          | 永友聖也   | キャプテンストライダム 大平太一 | 4:11 |
| 6.                 | 「悲しみのシミかな」                           | 久保田洋司          | 永友聖也   | キャプテンストライダム 大平太一 | 4:31 |
| 7.                 | 「マウンテン・ア・ゴーゴー・ツー」             | 永友聖也            | 永友聖也   | キャプテンストライダム          | 4:15 |
| 8.                 | 「GOOD HARVEST」                               | 永友聖也            | 永友聖也   | キャプテンストライダム          | 4:19 |
| 9.                 | 「メトロのメロス」                             | 久保田洋司          | 永友聖也   | キャプテンストライダム 大平太一 | 4:02 |
| 10.                | 「流星オールナイト (album edit)」              | 永友聖也            | 永友聖也   | キャプテンストライダム          | 4:32 |
| 11.                | 「泣きそうに見えるけどオレは今笑おうとしてる」 | 永友聖也 久保田洋司 | 永友聖也   | キャプテンストライダム 大平太一 | 3:49 |
| 合計時間:          | 合計時間:                                      | 合計時間:           | 合計時間:  | 45:36                           |      |

## 曲の解説
シングル収録曲の詳細については各項目を参照。
1. サイボーグ
PVが制作された。
楽曲における「サイボーグ」は、「微妙に冷えきった男女の雰囲気」を指している[4]。曲には沢田研二へのオマージュも込められている[6]。
5thシングル『悲しみのシミかな』に収録の「A MEDLEY OF CTSR MEGA MIX」にて、曲の一部を先行発表している。
2. キミトベ
4thシングル。
3. フランクフルト
3rdシングル『流星オールナイト』カップリング曲。
4. バースデー
デモの段階ではテンポも遅く、アメリカンハードロックのような曲だったという[4]。
タイトルは仮タイトルがそのまま採用されている[4]。
5. 十五夜
永友が久保田に「月のことを唄いたい」とリクエストしたことにより作詞された楽曲[4]。
サビの「十五夜ねと君が言う」というフレーズについて、1つのフレーズで発言者が2人存在している[4]。永友は歌入れを行なう際、「死んじゃったジョン・レノンが生きているオノ・ヨーコに対して唄う感じ」でやったと語っている[4]。
6. 悲しみのシミかな
5thシングル。
7. マウンテン・ア・ゴーゴー・ツー
2ndシングル、メジャーデビュー・シングル。
8. GOOD HARVEST
アルバム曲のうち、唯一のキャプテンストライダムのみによってアレンジされた楽曲。稲作が開始された弥生時代の農民をテーマとしたレッド・ツェッペリン風のハードロックチューン[7]。
後に曲名をスペースシャワーTVの特別番組に流用。
ベスト・アルバム『ベストロリー』には渋谷公会堂でのライブ音源[注釈 1]が収録されている。
9. メトロのメロス
永友が東京に出てきて地下鉄に違和感を覚えた気持ちを歌詞にした楽曲。
5thシングルに収録の「A MEDLEY OF CTSR MEGA MIX」にて曲の一部を先行発表している。
10. 流星オールナイト (album edit)
3rdシングルのアルバムバージョン。
シングルバージョンよりイントロが短くなっており、フェード・インして始まる。なお、フェード・イン以降はシングルと同じアレンジ。
コンピレーション・アルバム『俺のスターアルバム inspired by『荒川アンダー ザ ブリッジ THE MOVIE』』には、本作に収録のアレンジで収録されている[8]。
11. 泣きそうにみえるけど オレは今笑おうとしてる
当初Cで録音したものをC#にキーを変えて作られた[6]。

## クレジット
- 出典は、アルバムのブックレット[9]。
- 表記はブックレットに準拠。

サイボーグ
- vocals, chorus, electric guitars : 永友（サイキック）聖也
- bass : 梅田（サイクリング）啓介
- drums : 菊住（サイドビジネス）守代司
- sh-101, programming : 大平（サインモチ）太一

キミトベ
- vocals, chorus, electric guitars : 永友（折り畳みベッド）聖也
- bass, chorus : 梅田（二段ベッド）啓介
- drums, chorus, ribbon crasher, tambourine : 菊住（万年床）守代司
- erectric guitars, 12 string electric guitar, programming : 大平（センベイ布団）太一

フランクフルト
- vocals, chorus, acoustic & electric guitars : 永友（ソーセージ）聖也
- bass, chorus, acoustic guitar : 梅田（ポークビッツ）啓介
- drums, chorus, tambourine : 菊住（タコさんウインナー）守代司
- soul-claps : CTSR & 猫背眼鏡

バースデー
- vocals, chorus, electric guitars, 12 string electric guitar : バース永友
- bass, chorus : ローズ梅田
- drums, chorus : キーオ菊住
- distorted & delay guitars : ボンセ大平
- acoustic piano : バナザード浦
- sh-101 daisuki : CTSR

十五夜
- vocals, chorus, harp, acoustic guitar : 永友（フルムーン）聖也
- bass : 梅田（フルボリューム）啓介
- drums : 菊住（フル●ン）守代司
- acoustic piano : 浦（フルーチェ）清英
- pedal steel : 高田（フルスイング）蓮

悲しみのシミかな
- vocals, chorus, acoustic & electric guitars : 永友のトモかな
- bass, chorus : 啓介のスケかな
- drums, chorus, bongo, tambourine : キクズミハカタカナ
- acoustic piano, synthesizers, glockenspiel, jump : おおひらはひらがな
- uwagaki no piropiro : 永友 sh-101 聖也
- kanashimi all stars : CTSR & 太井骨眼鏡

マウンテン・ア・ゴーゴー・ツー
- vocals, chorus, electric guitars : 永友（ランデブー）聖也
- bass, chorus : 梅田（ランダバ）啓介
- drums, chorus, tambourine : 菊住（シャバダバ）守代司
- soul-clap : CTSR & 猫背眼鏡

GOOD HARVEST
- vocals, acoustic & electric guitars : 永友（耕そうぜ）聖也
- bass : 梅田（種まこうぜ）啓介
- drums, castanet : 菊住（バンドやろうぜ）守代司
- mellotron : 大平（頼もしいぜ）太一
- uta effects : 菊坂（まぎらわしいぜ）敏代司

メトロのメロス
- vocals, chorus, electric guitars : 永友（メロメロ）聖也
- bass, chorus : 梅田（エロエロ）啓介
- drums, chorus, synth drums, ribbon crasher, tambourine : 菊住（イロイロ）守代司
- strings, flute : 永梅菊太一

流星オールナイト (album edit)
- vocals, chorus, electric guitars : 永友（吉都線）聖也
- bass, chorus : 梅田（五能線）啓介
- drums, chorus, tambourine : 菊住（豊肥本線）守代司
- additional arrangement, electric guitars, chorus : 久保田（山手線）光太郎
- fender rhodes : 浦（中央線）清英

泣きそうに見えるけど オレは今笑おうとしてる
- vocals, chorus, acoustic & electric guitars : 永友（泣きそう）聖也
- bass : 梅田（はみだしそう）啓介
- drums, tambourine : 菊住（楽しそう）守代司
- synthesizer, programming : 大平（見えそう）太一
- acoustic piano : 浦（見えそうで見えない）清英

## 108 FILMS
『108 FILMS』（ワンオーエイト・フィルムズ）は、キャプテンストライダム初の映像作品。2006年3月24日発売。
『108DREAMS』に収録されているシングル4曲と「サイボーグ」のミュージック・ビデオを収録。キャプテンストライダムの楽曲のミュージック・ビデオが公式的に発表されているのはこの作品と3rdアルバム『BAN BAN BAN』初回限定盤、シングル「ブギーナイト・フィーバー」初回盤のみ。
全体のデザイン、メニュー画面等は島田大介が担当。
1. マウンテン・ア・ゴーゴー・ツー （ディレクター・板屋宏幸）
ハイスピードのCGで現代の交差点から大正時代、戦国時代、平安時代、原始時代、氷河期、白亜紀とタイムスリップしていく映像。ワンカットで撮影していたため、一度のミスでまた最初から取り直すという大変な撮影だった。
2. 流星オールナイト （ディレクター・板屋宏幸）
高さ800メートルの超高層ビルの屋上で演奏する3人の映像。スタッフ曰く「CGを一切使っていない」とのこと[10]。
3. キミトベ （ディレクター・古川ヒロシ）
横浜で撮影。永友が出演した崎陽軒のCMと同じ場所が登場するなど、CMの続編とも考えられる。また、このPVにはCGは使用されていない。このPVからメンバー以外のエキストラも登場し、またメンバーも演奏以外の演技をするようになった。
4. 悲しみのシミかな （ディレクター・島田大介）
長野県の雪山の中で撮影。CGで大きな氷の塊が登場する。メンバーはライブの翌日のため、血色の悪い中撮影していた。
5. サイボーグ （ディレクター・島田大介）
近未来の設定。全編フルCG。少年役は細田よしひこ、少女役は仲里依紗。
6. コマーシャルフィルムズ〜マウンテン・ア・ゴーゴー・ツー
7. コマーシャルフィルムズ〜流星オールナイト
8. コマーシャルフィルムズ〜キミトベ
9. コマーシャルフィルムズ〜悲しみのシミかな
10. コマーシャルフィルムズ〜108DREAMS

## 108DREAMS+1
- キャプテンストライダム初のバンドスコア集。2006年6月15日発売。
- シンコーミュージック・エンタテイメントより発行。ISBN 4401352998
- 108DREAMSの11曲と「風船ガム」が収録。

## ライブ映像作品
シングルについては各項目を参照
サイボーグ
- LIVE IN SHIBUKO "BIG BAN BUZZ"

GOOD HARVEST
- LIVE IN SHIBUKO "BIG BAN BUZZ"